# Kibiti (Distrikt)
Kibiti ist ein Distrikt der Region Pwani im Osten von Tansania. Er grenzt im Norden an den Distrikt Mkuranga, im Osten an den Indischen Ozean, im Süden und im Westen an den Distrikt Rufiji und im Nordwesten an den Distrikt Kisarawe.

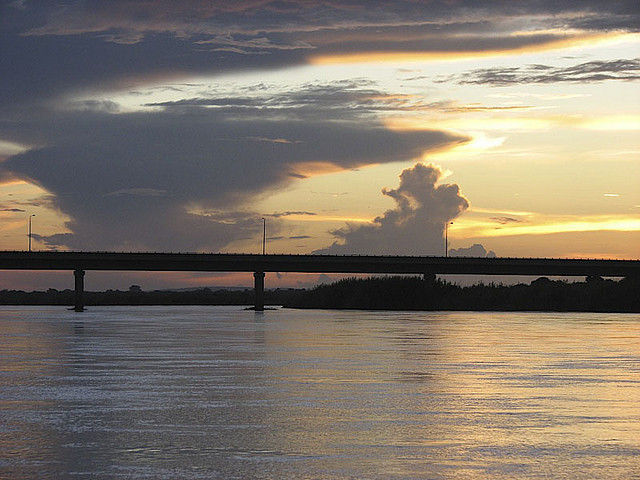
Die Mkapa-Brücke über den Fluss Rufiji an der Grenze zum Distrikt Rufiji.

## Geographie
Der Distrikt hat eine Fläche von 3854 Quadratkilometer und rund 195.638 Einwohner (Volkszählung 2022). Das Gebiet liegt am Indischen Ozean und umfasst das Mündungsdelta des Flusses Rufiji. Nach Nordwesten steigt es hügelig an, erreicht aber kaum Höhen von hundert Meter über dem Meeresniveau. Die Entwässerung erfolgt über den Fluss Rufiji und kleine Flüsse, die alle in den Indischen Ozean münden. Das Klima im Distrikt ist tropisch, Aw nach der effektiven Klimaklassifikation. Die Niederschläge von rund 1000 Millimeter im Jahr fallen größtenteils in den Monaten November bis Mai mit einer Spitze im April. Die Durchschnittstemperatur liegt im wärmsten Monat Februar bei 27 Grad Celsius, am kühlsten ist es im Juli mit rund 23 Grad.

## Geschichte
In den Jahren zwischen 2015 und 2018 entstand der Distrikt durch Teilung des Distriktes Rufiji.

## Verwaltungsgliederung
Kibiti besteht aus drei Divisionen und 16 Bezirken (Wards).
- Bungu
- Dimani
- Kibiti
- Kiongoroni
- Mahege
- Maparoni
- Mbuchi
- Mchukwi
- Mjawa
- Mlanzi
- Msala
- Mtawanya
- Mtunda
- Mwambao
- Ruaruke
- Salale

## Einrichtungen und Dienstleistungen
- Bildung: Für die Bildung der Jugend stehen 76 Grundschulen und zwölf weiterführende Schulen zur Verfügung.[7]
- Gesundheit: Medizinisch versorgt wird die Bevölkerung durch ein Distriktkrankenhaus,[8] zwei Gesundheitszentren und 44 Apotheken.[7]

## Wirtschaft und Infrastruktur
| - Landwirtschaft: Der Distrikt hat einen hohen Anteil an der Kokosnuss-Produktion der Region. Die wichtigste Frucht zur Erhöhung des Einkommens der Bauern sind die Cashewnüsse. Im Jahr 2018 wurden 136.000 Hühner, 50.000 Rinder und 9000 Ziegen gehalten (Stand 2018). - Fischerei: Im Jahr 2017 wurden über 700 Fischereilizenzen ausgestellt, 220 Fischerboote waren registriert. Aus dem Meer wurden rund 900 Tonnen Fisch gefangen, der Ertrag aus Fischteichen war gering. - Straßen: Die wichtigste Straßenverbindung ist die asphaltierte Nationalstraße von Daressalam nach Lindi, die den Distrikt von Norden nach Süden durchquert. | Hier fehlt eine Grafik, die leider im Moment aus technischen Gründen nicht angezeigt werden kann. Wir arbeiten daran! |

In Kibiti wird alle fünf Jahre ein Distriktrat (District council) gewählt. Bei den Wahlen im Jahr 2020 wurde Ramadhani Shaha Mpendu zum Vorsitzenden gewählt.